# Kodex

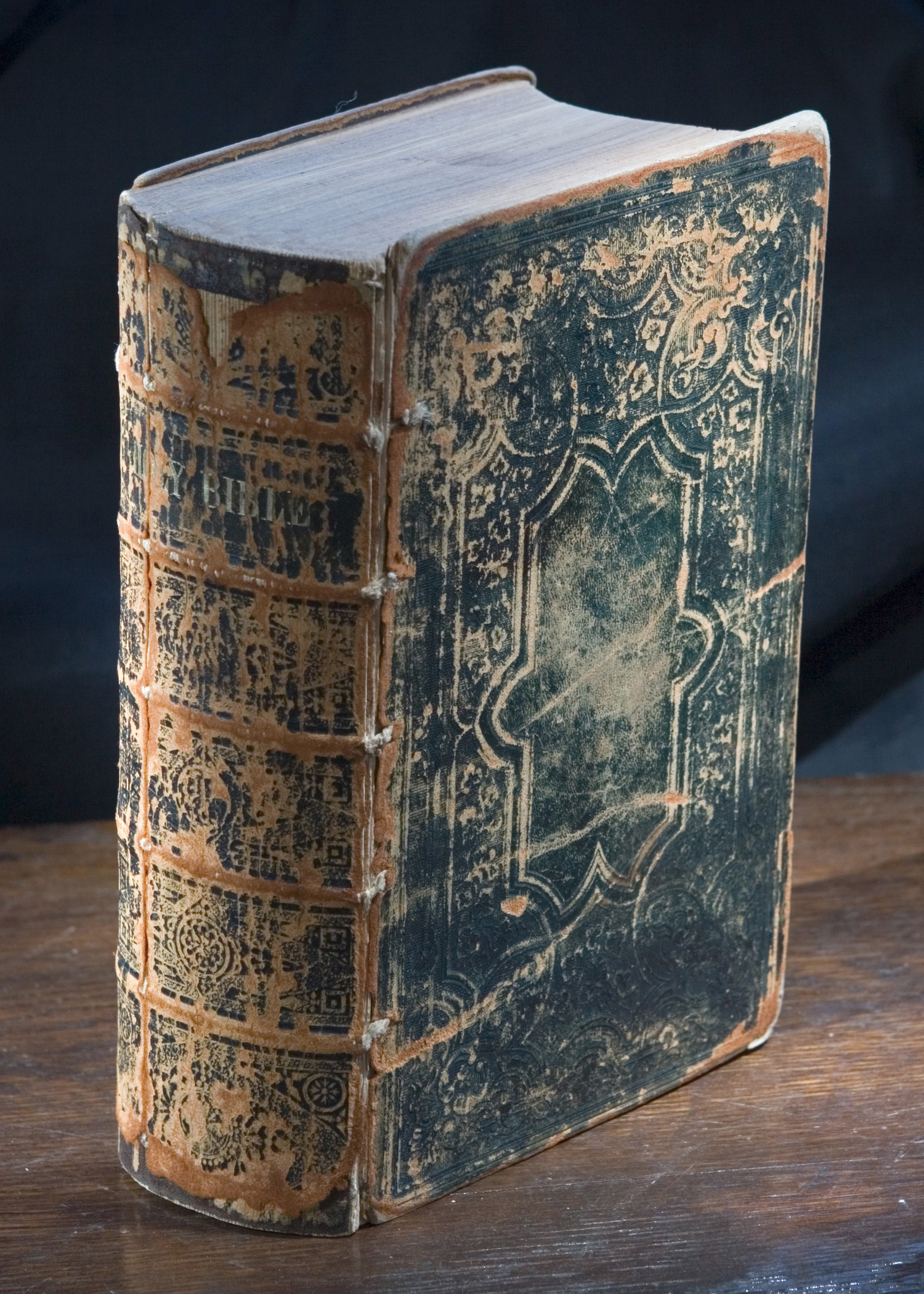
Křesťanská bible jako kodex

Kodex v původním slova smyslu označuje svazek listů svázaných ve hřbetu. Pro zápis mnohem výhodnější než původní svitky, které nahradil, neboť se v něm rychleji a lépe orientuje a dá se využít obou stran psací plochy (papyru, pergamenu…).